# Dirk Hofmann
Dirk Hofmann (* 6. Juni 1969 in Meschede) ist ein ehemaliger deutscher Fußballspieler und heutiger Fußballtrainer.

## Sportliche Laufbahn
Hofmann spielte bis 1992 bei Borussia Dortmund. In der Bundesliga kam er zu einem Einsatz, am 34. Spieltag der Saison 1990/91 absolvierte er beim 5:2-Sieg gegen den FC St. Pauli sein erstes und gleichzeitig letztes Bundesligaspiel. In der Folgesaison kam er nicht zum Einsatz und wechselte dann in die 2. Bundesliga zum VfL Osnabrück, wo er in einer Saison 41 Spiele bestritt und sein erstes Tor im Profifußball erzielte. Seine Spielweise zeichnete sich durch seine harte Gangart aus. In dieser Saison wurde Hofmann zweimal des Platzes verwiesen, einmal mit einer roten und einmal mit einer gelb-roten Karte, zudem erhielt er 22 gelbe Karten. Anschließend wechselte er zum Ligarivalen SpVgg Unterhaching. In Unterhaching gehörte er in seiner ersten Saison zum Stammpersonal, in den folgenden Spielzeiten war er Ergänzungsspieler. Höhepunkt in seiner Zeit bei der Spielvereinigung war der Aufstieg in die Bundesliga in der Saison 1998/99, als die Vizemeisterschaft gefeiert wurde. Im folgenden Bundesligajahr gehörte Hofmann zum Kader, kam aber im Ligabetrieb nicht zum Einsatz.

## Trainerlaufbahn
Im Anschluss an seine Spieleraktivitäten wechselte Hofmann ins Trainerlager, seine erste Station war das Co-Traineramt beim saudi-arabischen Verein Al Khaleej aus Khor Fakkan unter Trainer Egon Coordes. Später folgten Stationen beim 1. FFC Recklinghausen, SC Neheim, Borussia Dröschede und der Frauenmannschaft von Werder Bremen. Nach seiner Zeit im Frauenfußball war er von der Saison 2015/16 bis Mitte Februar 2019 Trainer der TSG Seckenhausen-Fahrenhorst aus Stuhr.
Darauf folgte eine Saison als Trainer beim JFV Weyhe-Stuhr. Seit 2021 ist er beim TSV Heiligenrode für die U15 sowie die Mini-Kicker verantwortlich. Hofmann ist aktuell Inhaber einer A-Lizenz.

## Trivia
Sein Sohn Philipp Hofmann steht beim VfL Bochum unter Vertrag, seine Tochter spielt in der B-Juniorinnen Bundesliga für den SV Werder Bremen.